# Nauendorf (Georgenthal)
Nauendorf ist ein Ortsteil der Landgemeinde Georgenthal im Landkreis Gotha in Thüringen.

## Lage
Das Straßendorf Nauendorf liegt am Fuß der Nordabdachung vom Thüringer Wald östlich von der Kerngemeinde Georgenthal und an der Bundesstraße 88. Diese verbindet den Ortsteil mit Georgenthal. Ab der Bundesstraße 88 beginnt der Übergang zum Gothaer Ackerlandumfeld.

## Geschichte
Das Dorf wurde am 28. Juni 1209 erstmals urkundlich erwähnt. Der Ort gehörte zum Kloster Georgenthal und kam nach dessen Auflösung zum 1531 gegründeten Amt Georgenthal, welches seit 1640 zum Herzogtum Sachsen-Gotha gehörte. Nauendorf war von 1675 bis 1689 von Hexenverfolgung betroffen. Fünf Frauen gerieten in Hexenprozesse. Eine alte Frau starb einen Tag nach der Folter in der Haft, zwei Frauen wurden verbrannt.
Am 1. April 1999 wurde Nauendorf in die Gemeinde Georgenthal eingegliedert. 2009 hatte der Ortsteil 460 Einwohner.

## Wappen
Blasonierung für das Wappen des Ortsteils Nauendorf:  „In Rot ein breiter silberner Wappenpfahl, darin auf grünem Hügel ein stehender, nach rechts sehender schwarzer Hahn mit rotem Kamm, roten Halslappen und Füßen.“